# Département fédéral de l'environnement, des transports, de l'énergie et de la communication
Pour les articles homonymes, voir Département de l'Environnement, Ministère de l'Énergie et Département des Transports.
En Suisse, le Département fédéral de l'environnement, des transports, de l'énergie et de la communication (DETEC ; Eidgenössisches Departement für Umwelt, Verkehr, Energie und Kommunikation UVEK en allemand, Dipartimento federale dell'ambiente, dei trasporti, dell'energia e delle comunicazioni DATEC en italien et  en romanche) est l'un des sept départements de l'administration fédérale.
Le conseiller fédéral Albert Rösti en est le chef depuis le 1er janvier 2023.

## Changements de dénomination
- 1848 : Département des postes et des travaux publics
- 1860 : Département des postes
- 1873 : Département des postes et des télégraphes
- 1879 : Département des postes et des chemins de fer
- 1964[1] : Département des transports et communications et de l'énergie (DTCE)[2]
- 1979 : Département fédéral des transports, des communications et de l'énergie (DFTCE)[3]
- 1998 : Département fédéral de l'environnement, des transports, de l'énergie et de la communication

## Rôle
Le DETEC est chargé des questions relatives à la politique environnementale, à la gestion et le développement des transports, à la gestion et la surveillance des sources énergétiques (électricité, gaz, pétrole) et aux moyens de communication (en particulier la télévision). Il doit faire en sorte que ces infrastructures vitales soient correctement utilisées et ne mettent pas en danger l'environnement, la sécurité ou la santé des citoyens. Le département vise le développement durable.
Offices fédéraux
- Office fédéral de l'énergie (OFEN)
- Office fédéral de l'environnement (OFEV)

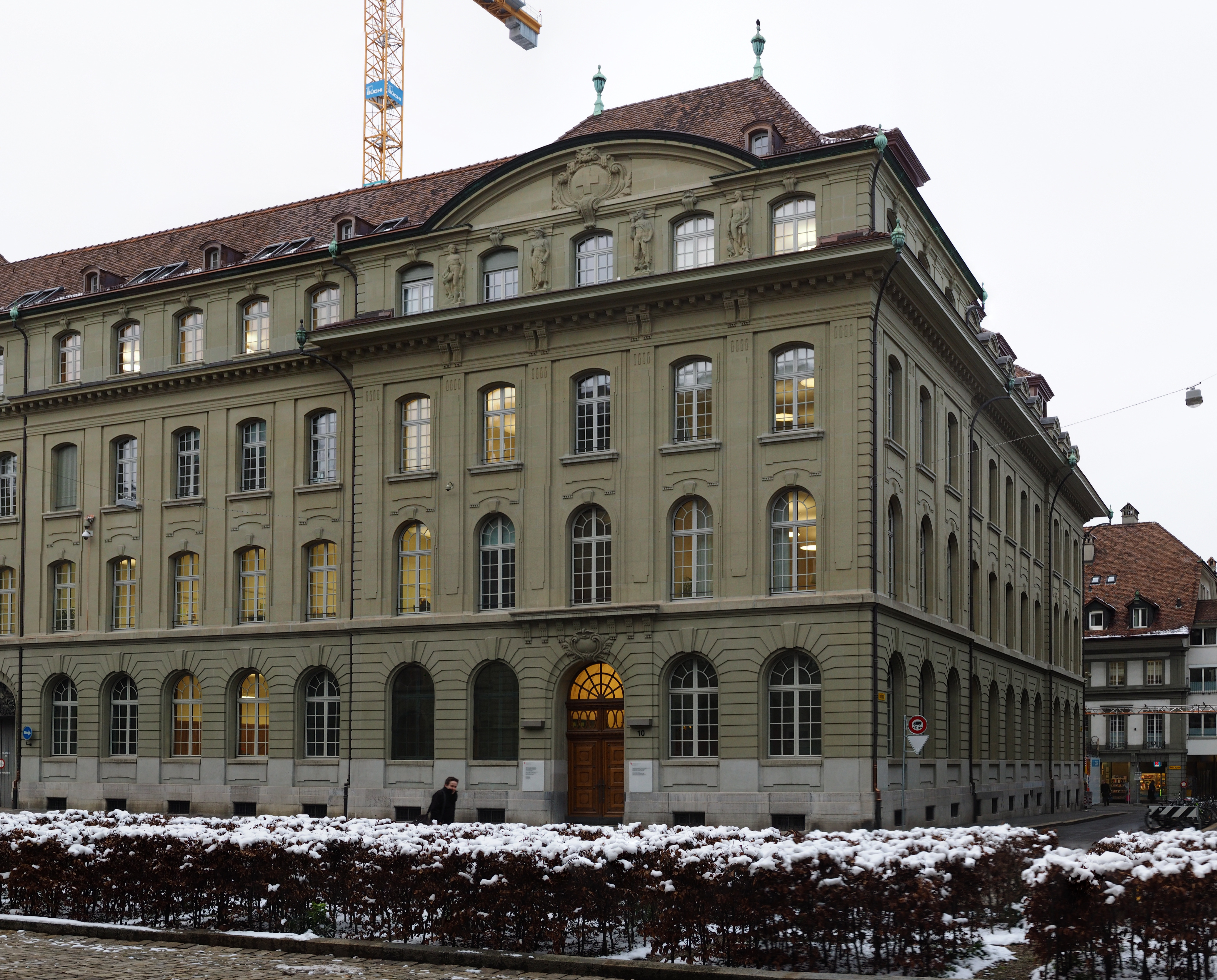
Le siège principal du DETEC à Berne, le palais fédéral nord.

- Office fédéral de la communication (OFCOM)
- Office fédéral de l'aviation civile (OFAC)
- Office fédéral des routes (OFROU)
- Office fédéral des transports (OFT)
- Office fédéral du développement territorial (ARE), créé le 1er juin 2000

Autorités de régulation et commissions extraparlementaires
- Autorité indépendante d'examen des plaintes en matière de radio-télévision (AIEP)
- Commission fédérale de la communication (ComCom)
- Commission fédérale de l'électricité (ElCom)
- Commission fédérale de la poste (PostCom)
- Commission des chemins de fer (RailCom)
- Service suisse d'enquête de sécurité (SESE)

Services spécialisés
- Commission fédérale de sécurité nucléaire (CSN)
- Inspection fédérale des installations à courant fort (ESTI)
- Inspection fédérale des pipelines (IFP)
- Inspection fédérale de la sécurité nucléaire (IFSN)
- Reporting Office for Just Culture in Civil Aviation (ROJ)
- Safety Office

## Principaux dossiers
Le département doit gérer plusieurs dossiers considérés comme relativement sensibles du point de vue budgétaire, politique ou encore écologique. Parmi les plus récents, on peut citer :
- les nouvelles lignes ferroviaires à travers les Alpes (tunnel de base du Saint-Gothard, tunnel de base du Lötschberg)
- la gestion des centrales nucléaires et des déchets radioactifs
- le trafic routier (en particulier les poids-lourds)
- la restructuration de La Poste
- la privatisation de Swisscom
- la surveillance et la sécurité aérienne (par l'OFAC et skyguide)

## Liste des conseillers fédéraux à la tête du département
- 1848-1852 : Wilhelm Matthias Naeff
- 1853-1854 : Martin J. Munzinger
- 1855-1866 : Wilhelm Matthias Naeff
- 1867 : Jakob Dubs
- 1868 : Jean-Jacques Challet-Venel
- 1869 : Jakob Dubs
- 1870-1872 : Jean-Jacques Challet-Venel
- 1873-1875 : Eugène Borel
- 1876 : Joachim Heer
- 1877-1879 : Emil Welti
- 1880-1881 : Simeon Bavier
- 1882-1883 : Emil Welti
- 1884 : Adolf Deucher
- 1885-1891 : Emil Welti
- 1892-1901 : Joseph Zemp
- 1902 : Robert Comtesse
- 1903-1908 : Joseph Zemp
- 1908-1911 : Ludwig Forrer
- 1912 : Robert Comtesse
- 1912 : Louis Perrier
- 1913-1917 : Ludwig Forrer
- 1918-1929 : Robert Haab
- 1930-1940 : Marcel Pilet-Golaz
- 1940-1950 : Enrico Celio
- 1950-1954 : Josef Escher
- 1955-1959 : Giuseppe Lepori
- 1960-1965 : Willy Spühler
- 1966-1968 : Rudolf Gnägi
- 1968-1973 : Roger Bonvin
- 1974-1979 : Willi Ritschard
- 1980-1987 : Leon Schlumpf
- 1988-1995 : Adolf Ogi
- 1995-2010 : Moritz Leuenberger
- 2010-2018 : Doris Leuthard
- 2019-2022 : Simonetta Sommaruga
- Depuis 2023 : Albert Rösti

## Secrétariat général
Le secrétariat général du département (SG-DETEC) fait office d'état-major général. Il assiste le chef du département dans la planification, l'organisation et la coordination des activités, assume des tâches de surveillance et veille à la coordination avec les autres départements. Il assure également la liaison entre le conseiller fédéral et les différents offices rattachés au département.